# Olivier Jacquin
 (juin 2019).
Si vous disposez d'ouvrages ou d'articles de référence ou si vous connaissez des sites web de qualité traitant du thème abordé ici, merci de compléter l'article en donnant les références utiles à sa vérifiabilité et en les liant à la section « Notes et références ».
Pour les articles homonymes, voir Jacquin.
Olivier Jacquin, né le 8 mai 1964 à Nancy, est un homme politique français. 
Depuis mars 1989, il exerce diverses fonctions électives en Meurthe-et-Moselle, avant d’en être élu sénateur, le 24 septembre 2017. Il est membre du Parti socialiste depuis les années 1990.

## Biographie
Agriculteur de formation il commence son activité politique lors des municipales de mars 1989, en rejoignant le conseil municipal de Limey-Remenauville. En mars 2001, il devient adjoint au maire et membre de la communauté de communes. À l'occasion de l'élection présidentielle de 2002, il fait campagne pour Lionel Jospin.
Le 28 mars 2004, à la faveur d’une triangulaire, il est élu conseiller général de Meurthe & Moselle pour le canton de Thiaucourt-Regniéville avec 48,14% des voix contre Jean Louis Cossin (UMP-UDF) et Alain Sebald (FN). Il est largement réélu en 2011, avec 61% des suffrages exprimés. Du 22 décembre 2014 au 12 janvier 2015, il effectue une grande marche au sein du canton Nord-Toulois durant laquelle il visite l’ensemble des 57 communes qui le compose. A l’issue de cette marche, il se déclare candidat aux élections départementales. Le 29 mars 2015, il est cependant battu aux côtés de son binôme Catherine Guenser avec 31,91 % contre 37,05% pour ses adversaires UMP dans une triangulaire avec le FN
Le 1er janvier 2017, il est élu président de la nouvelle communauté de communes Mad et Moselle.
À l’occasion de l'élection présidentielle de 2017, il soutient dans un premier temps Manuel Valls lors des primaires citoyennes puis demeure un soutien de Benoît Hamon durant la campagne. Il appelle à voter Emmanuel Macron contre Marine le Pen au second tour.
En juillet 2017, il est investi comme candidat tête de liste du Parti socialiste en Meurthe-et-Moselle pour les élections sénatoriales. Il arrive en seconde position avec 452 voix et 23,26% des suffrages exprimés, sa liste remporte un siège de Sénateur. En situation de cumul des mandats, il abandonne immédiatement sa présidence à la communauté de communes de Mad et Moselle ainsi que ses fonctions d’adjoint au maire de Limey-Remenauville. Le 16 octobre, Gilles Soulier lui succède à la tête de l’intercommunalité.